# 阿利亞特湖
53°12′46″N 102°11′54″E / 53.2128°N 102.1983°E
阿利亞特湖（俄语：Аляты），是俄羅斯的湖泊，位於該國中南部，由伊爾庫茨克州負責管轄，長5公里、寬1.5公里，面積3.8平方公里，海拔高度470米，湖岸線長度22公里，最大水深15米。